# ويس النقشبندي
ويس النقشبندي هو الشيخ محمد أويس ابن الشيخ أحمد العزي الاعرجي الحسيني الهاشمي (الملقب بالشيخ أحمد الكبير).

## نسبه
ينتمي الشيخ ويس إلى فخذ البو عواد من آل سراج الدينوعشيرتهم " عشيرة بني عز " التي تعود اصولها لابو محمد الحسن الملقب بالعزي بن علي قتيل اللصوص بن عبيدالله الثالث بن علي المحدث بن عبيد الله الثاني بن علي الصالح بن عبيد الله الأعرج بن الحسين الأصغر بن علي زين العابدين بن الحسين بن علي بن أبي طالب بن عبد المطلب بن هاشم بن هاشم. وقد ذكرهم ابن عنبة في عمدة الطالب في أنساب آل أبي طالب : أبو علي محمد الحسن الملقب بالعزي يعرف عقبه ببنى العزى إلى الآن 

## نشأته وحياته
ولد الشيخ ويس النقشبندي عام 1879 في مدينة دير الزور في سورية، وقد ورث الطريقة القادرية عن والده الشيخ أحمد العزي،  وله تكية حالياً في مدينة دير الزور وتعرف باسم تكية الشيخ ويس، وقد عرف عن الشيخ ويس كثرة الذكر والتزامه بتعاليم شيخه في آداب الطريقة.

## وفاته
توفي الشيخ ويس النقشبندي في دير الزور عام 1954 ودفن فيها، وقد خلفه في خدمة تكيته ولده الشيخ عبد الجليل، وبعد وفاة الشيخ عبد الجليل خلفه في ذلك ولده الشيخ إياد العزي النقشبندي والذي شارك في نشاطات اجتماعية عديدة وقد أصبح مفتي لمدينة دير الزور ومدير لأوقافها.

## انظر ايضاً
- حسين الأزهري
- تكية الشيخ ويس
- تكية الشيخ عبد الله
- تكية الراوي